# TSRO-adverbial
TSRO-adverbial eller innehållsadverbial är ett samlingsnamn för följande typer av adverbial:
- tidsadverbial
- sättsadverbial
- rumsadverbial
- orsaksadverbial

De står prototypiskt längst till höger i satsschemat, men kan också flyttas till fundamentposition eller satsadverbialets plats. Eftersom de har samma struktur är det mer en fråga om semantik än grammatik vad man vill kalla ett bestämt adverbial. Till exempel har tidsadverbial ofta en bibetydelse av orsak som kan ta över och bli viktigare än funktionen att ange en tidpunkt. Typiskt uppträder TSRO-adverbialen i följande ordning i satsen: sätt, rum, tid, orsak. Ordningen kan dock variera beroende på adverbialens funktion i informationsstrukturen.